# HD 132096
HD 132096，又名CD-39 9402，SAO 206154、HR 5572，是一颗恒星，视星等为6.15，位于銀經327.89，銀緯16.72，其B1900.0坐标为赤經14h 52m 12.9s，赤緯-39° 16.72′ 12″。